# نیسایه
نیسایه یا نیسا نام ناحیه‌ای در ماد باستان است که در متون و کتیبه‌های تاریخی بدان اشاره شده‌است.
هرودوت نوشته‌است: مادها چراگاه‌های فراوان دارند، اسب‌هایشان پرخون، زیبا، خوش‌اندام و خوش قامت‌اند و در ایلخی شاه تربیت می‌شوند. هرودوت ضمن توصیف لشکرکشی بهار سال ۴۸۰ پیش از میلاد خشایارشا به یونان می‌نویسد: آنگاه هزار سوار برگزیده ایرانی و در دنبال آن هزار نیزه دار برگزیده و پس از آن ده اسب مقدس که آن‌ها را نسائی می‌خواندند برای این که در کشور ماد، دشت پهناوری است موسوم به نسا، این دشت اسب‌های بزرگ پرورش می‌دهد.
دشت بزرگ Nisaean در ماد اغلب به عنوان خانه اسبان بزرگ و قدبلند نسایی در نظر گرفته می‌شود (هرودوت ۳٫۱۰۶٫۲) و منطقه‌ای بسیار مهم با توجه به نوشته‌های هرودوت، استرابو و … بوده‌است. نیسایا (Nisaia (Old Persian Nisâya, 'settlement') ناحیه‌ای است در غرب ماد. دشت نسایی که توسط مؤلفان باستانی متعددی ذکر آن گفته شده‌است، به خاطر اسبهای معروفش و شبدر مخصوص آن ناحیه(medicago sativa, "purple medic"; alternatively, alvalva) شناخته شده بود. دشت در ناحیه زاگرس در کرمانشاه کنونی در دشتی بنام ماد دشت (همان ماهیدشت کنونی) بود.
گروهی از نویسندگان پیشین رومی و یونانی نسا پروشگاه اسب در زمان هخامنشی را در ماد یاد کرده‌اند و از خود داریوش هخامنشی سومین شاه هخامنشی یک نسا در سرزمین ماد و سنگ نوشته بغستان (کتیبهٔ بیستون) یاد شده و مانند اوستا (nisaye)نیسایه خوانده شده‌است.
داریوش در کتیبه بیستون:"آنگاه من با شمار اندکی از مردان مغ گئومات را کشتم و کسانیکه به او وفادار بودند در دژی بنام سیکیه هوتی در سرزمینی بنام نیسایه در ماد او را کشتم و شاهی را از او پس گرفتم»
از نسا در مناطقی از ایران یاد کرده‌اند، از جمله در فارس و خراسان و… اما آنچه مورد توجه خاورشناسان ومحققان ایرانیست دو نیسا می‌باشد. استرابون از دو نسا، یکی در ارمنستان و دیگری در ماد نام می‌برد و اسبان نسایی را بهترین اسبانی می‌داند که در آخور پادشاهی نگاه داشته می‌شد. او می‌گوید استاندار ارمنستان سالانه بیست هزار رأس از این اسبان را برای پادشاه هخامنشی می‌فرستاد و در ماد، در سراسر جاده ای که از بابل به قفقاز می‌رود، از این اسبان یافت می‌شد و در روزگار هخامنشیان در چمنزارهای ماد پنجاه هزار مادیان در چرا بودند. و (ن.ک. به تاج بخش، ۱۳۷۲: ۱۱۹–۱۱۷
نیسا مرکز ایالت پارت بود که بعدها این ایالت نام خراسان بر آن نهاده شد. این شهر را یونانیان پارتا اونیسا می‌خوانند. مون گیت در مورد این شهر می‌نویسد که در جنوب جمهوری ترکمنستان امروزی و نزدیک ریگ زار قره قروم در دامنهٔ کوه کوپت داغ و نزدیک قصبه باقر در ۱۸ کیلومتری شمالی غربی عشق آباد ویرانه‌های دو شهر باستانی نیسایه قدیم و نیسایه جدید واقع شده‌است.
این نسا که به گفته برخی از نویسندگان یونانی اسکندر پس از لشکرکشی خود به ایران در آنجا ماند غیر از آن نسایی است که اسکندر پس از گرفتن پارس و سوختن پایگاه هخامنشیان (پرسپولیس) به قصد تعاقب داریوش سوم از آنجا گذشته و به ری و دروازه کاسپین رسید. نسایی که اسکندر در هنگام نوردیدن راه فارس و همدان از آنجا گذشته در خاک فارس در ۲۴ فرسنگی شمال استخر است که همه نویسندگان قدیم آن را در ماد یاد کرده‌اند. نسایی که در خاک فارس است نویسندگان ایرانی و عرب قرون وسطی نیز آن را جز آن دیار یاد کرده‌اند. مقدسی می‌نویسد که نسا البیضا خوانده می‌شود در زمان الاصطخری یکی از بزرگترین شهرهای سرزمین استخر بود … نام درست فارسی آن نسایک (nisayek) می‌باشد و این شهر به بزرگی شهر استخر است. 
مقدسی نام یکی از شهرهای ایالت نرماشیر (کرمان) را نسا یاد می‌کند و… نیسایا (Nisâya (n-i-s-a-y, rendered as El. Nu-iš-ša‚-ya, Bab. Ni-is-sa-a-a) نام منطقه‌ای در ماد می‌باشد که در نزدیکی بیستون قرار دارد جایی که داریوش اول، گوماتا مغ بزرگ دژ سیکایوواتی را کشت.
به‌طور دقیق تر و با توجه به نوشته‌های دیودوروس (۱۷٫۱۱۰٫۵)، جایی در ناحیه باغستان در نزدیکی بیستون می‌باشد.
راست است که لرستان ودشت‌های فراخ و خوش آب وهوای سرزمین الیشتر و خرم آباد مانند بسیاری از سرزمینهای ایران از برای پرورش اسب مناسب بوده اما پرورشگاه معروف اسب‌ها دژ یا ارگ سیکیه هوتی در آنجایی که داریوش گوماتا را کشت به قراینی که یاد خواهیم کرد باید در کرمانشاهان باشد نسا پرورش اسب و نسایی که داریوش از آن نام می‌برد هر دو یکیست و جای آن باید در کرمانشاهان باشد چن تن از دانشمندان به همین سرزمین متوجه شده‌اند از آنان است مارکورات دژی که سیکیه هوتی نام داشته باید همان سرزمینی باشد که نویسندگان ایرانی و عرب قرون وسطی مرج القلعه یا مرج نامیده‌اند وامروزه هرون آباد (شاه آباد) گویند وشهر آن را طزر یاد کرده‌اند. در سر راه حلوان به همدان (پیش از بیستون) در میان دشت پهناوری دژی برپا بوده که ان را مرج القلعه یعنی مرغزار دژ یا مرج نامیده‌اند در زمان خلفا در همین‌جا اسب‌های سپاهیان عرب در چرا بودند اصطخری وابن حوقل در میان شهرهای جبال (=ماد) از مرج القلعه یاد کرده‌اند مقدسی آن را جز حلوان نوشته وابن رسته ان را یک دژ بزرگ شناخته‌است. 
ماهیدشت (ماه دشت مایشت =مادی دشت) در دوره اشکانیان به «نیستاه» معروف بود و به دلیل آب و هوا و مراتع خوب، محل پرورش اسب جنگاوران اشکانی بوده‌است.
چنان‌که می‌دانیم از ماهیدشت و هرون آباد تا کرند و دشت‌های فراخ و پر آب و علفی گسترده و از هوای خوش برخوردار است و شایستگی آن را دارد که چراگاه هزاران اسب باشد. علایم لغوی و جغرافی و تاریخی همه مارا متوجه می‌سازد که پرورشگاه معروف اسب‌های زیبای نسایی را در همین سرزمین جستجو کنیم. آری همان نسا که امروزه نامی از آن در آن دیار بجای نیست اما هنوز در تاریخ پرجوش و خروش ایران باستان شیههٔ اسب‌های دلیر آن و همهمه گردونه‌های تندروی هخامنشیان به گوش می‌رسد.